# Indication
Pour les articles homonymes, voir Indication (homonymie).
 (janvier 2025).
Si vous disposez d'ouvrages ou d'articles de référence ou si vous connaissez des sites web de qualité traitant du thème abordé ici, merci de compléter l'article en donnant les références utiles à sa vérifiabilité et en les liant à la section « Notes et références ».
Une indication est un signe clinique, une pathologie ou une situation affectant un patient, qui justifie l'intérêt d'un traitement médical ou d'un examen médical. Selon les cas, ces indications sont validées par les autorités sanitaires, médicales et la recherche scientifique. À l'inverse, un traitement ou un examen peut présenter des contre-indications.

## Traitement médical
- Des traitements curatif ou palliatif peuvent être indiqués dans le cadre d'un patient présentant une pathologie.
- Un traitement prophylactique est indiqué après qu'un sujet a été exposé à un risque de contracter une pathologie, par exemple dans le cas d'un accident d'exposition au sang.
- Un traitement préventif peut être indiqué à un sujet dont on sait à l'avance qu'il sera exposé à une pathologie particulière ; ce traitement peut par exemple être un vaccin.

## Examen médical
- Un examen diagnostique est indiqué en cas de symptômes, de signes cliniques, qui laissent à penser que le patient souffrirait d'une pathologie.
- Un examen de suivi est indiqué à intervalle régulier, lorsque le patient souffre d'une pathologie évolutive.
- Un examen de dépistage est indiqué pour une population ne présentant aucun symptôme, ni aucune pathologie connue, mais présentant un facteur de risque, par exemple du fait de l'âge.